# 楊政道
楊 政道（よう せいどう、618年? - 650年?）は、中国の隋の煬帝の孫。名は愍、あるいは正道とも書かれる。唐初に突厥に庇護され、隋王に立てられた。

## 経歴
隋の斉王楊暕の遺腹の子として生まれた。大業14年（618年）に宇文化及・宇文智及兄弟の反乱によって祖父の煬帝と父と二人の兄が殺害され、祖母であり煬帝の皇后であった蕭氏とともに宇文兄弟の監視下にあった。しかし、武徳2年（619年）に宇文兄弟が竇建徳に敗れると、蕭皇后と楊政道の身は竇建徳の手で保護された。武徳3年（620年）、一族の義成公主の夫である突厥の処羅可汗が使者を派遣して蕭皇后と楊政道を迎えると、楊政道は隋王に擁立された。突厥に逃れた漢民族らが配下に置かれ、定襄城を居城とした。貞観4年（630年）、突厥が滅亡すると、楊政道は唐に帰順し、員外散騎侍郎の位を受けた。のち、尚衣奉御となった。永徽初年に、死去した。
子に楊崇礼（楊隆礼）があり、唐の太府卿となった。楊崇礼の子（次男）が楊慎矜である。

## 伝記資料
- 『隋書』巻59 列伝第24
- 『北史』巻71 列伝第59